# Melanaphis sacchari
Espèce
Melanaphis sacchari est une espèce d'insectes hémiptères de la famille des Aphididae (les pucerons). 

## Répartition
Melanaphis sacchari se rencontre en Amérique, en Afrique, en Asie et en Australie.

## Description
Comme tous les pucerons, il s'alimente de la sève élaborée des plantes. Ses principales plantes hôtes appartiennent aux genres Saccharum (canne à sucre) et Sorghum (sorgho), mais il peut être rencontré sur d'autres Poaceae,. 

## Liste des sous-espèces
Selon GBIF (23 septembre 2024) :
- Melanaphis sacchari dassi
- Melanaphis sacchari indosacchari (David, 1956)
- Melanaphis sacchari sacchari (Zehntner, 1897)

## Systématique
Le nom valide complet (avec auteur) de ce taxon est Melanaphis sacchari (Zehntner, 1897).